# 北海道札幌英藍高等学校
北海道札幌英藍高等学校（ほっかいどうさっぽろえいあいこうとうがっこう）は、北海道札幌市北区篠路町篠路372-67にある公立（道立）の高等学校。
北海道教育委員会の公立高等学校配置計画により、2013年、北海道札幌篠路高等学校を母体に北海道札幌拓北高等学校を統合して設立された。札幌市北区初の普通科単位制高校である。

## 沿革
- 2013年（平成25年）4月8日- 開校。